# Muhammad I av Córdoba
Muhammad I var umayyadisk emir i Córdoba 852–886.
Muhammad I efterträdde Abd ar-Rahman II och efterträddes av al-Mundhir.